# Tituba
Tituba, também chamada Tituba Indian, foi uma escrava no século XVII pertencente a Samuel Parris de Salem, Massachusetts. Suas origens são debatidas, pesquisas sugerem que ela era uma nativa sul-americana e vendida de Barbados para New England com Samuel Parris. Ela foi uma das primeiras três pessoas acusadas de praticar bruxaria durante os julgamentos das Bruxas de Salém, que ocorreu em 1692.
Tituba era a terceira pessoa acusada por Betty Parris e Abigail Williams de bruxaria. Ela foi, no entanto, a primeira pessoa a confessar bruxaria em Salém. Ela negou a princípio, e disse que nada tinha a ver com bruxaria, mas foi rapidamente coagida a confessar ter falado com o Diabo.[carece de fontes?] Elizabeth e Abigail, em seguida, passaram a acusar outras duas mulheres, Sarah Good e Sarah Osborne. Outras mulheres e homens das aldeias foram presos e acusados de feitiçaria nos julgamentos de feitiçaria de Salem. Não só Tituba acusou outros em sua confissão, mas falou sobre os cães pretos, porcos, pássaros amarelos, vermelhos e ratos pretos, gatos e um lobo. Também confessou que Sarah Osborne possuía uma criatura com cabeça de uma mulher, duas pernas e asas. Ao misturar as diferentes visões sobre a bruxaria, ela inadvertidamente colocou a pequena cidade de Salem no caos por insinuar que Satanás estava entre eles.